# Роверелла, Аурелио
Аурелио Роверелла (итал. Aurelio Roverella; 21 августа 1748, Чезена, Папская область — 6 сентября 1812, Бурбон-ле-Бен, Первая империя) — итальянский куриальный кардинал. Камерленго Священной Коллегии кардиналов с 27 июня 1796 по 24 июля 1797. Апостольский про-датарий с 25 февраля 1795 по 6 сентября 1812. Кардинал-священник с 21 февраля 1794, с титулом церкви Санти-Джованни-э-Паоло с 12 сентября 1794 по 27 марта 1809, in commendam с 27 марта 1809 по 6 сентября 1812. Кардинал-епископ Палестрины с 27 марта 1809 по 6 сентября 1812.